# 科威特签证政策

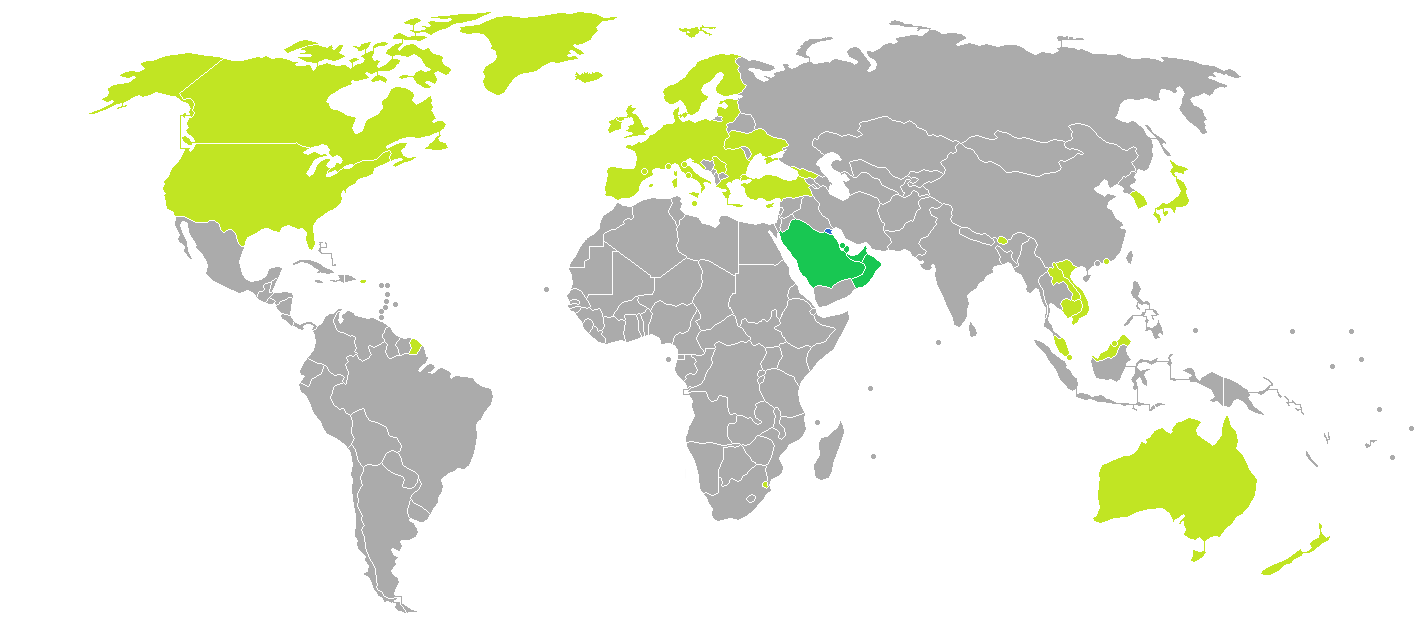

## 落地簽證/電子簽證
以下54個國家/地區的公民如果乘飛機抵達科威特，可以獲得3個月的落地簽證或申請電子簽證。:
| - 欧盟公民 - 安道尔 - 不丹 - 柬埔寨1 - 加拿大 - 2 - 香港 - 冰島 - 日本 - 列支敦斯登 | - 马来西亚 - 摩納哥 - 新西兰 - 挪威 - 圣马力诺 - 塞爾維亞 - 新加坡 - 瑞士 - 土耳其 - 乌克兰 - 美国 - 梵蒂冈 - 越南 |  |

1-僅限電子簽證
2-僅限落地簽證

## 资料
- 科威特驻新加坡使馆

1. ↑  . Timatic. 國際航空運輸協會（IATA），由阿联酋航空代发行.   [1 April 2017].